# Simião Purificação Fernandes
Simião Purificação Fernandes (Chandor, 21 de dezembro de 1967) é um prelado goês da Igreja Católica, atual bispo auxiliar da Arquidiocese de Goa e Damão.

## Biografia
Estudou filosofia e teologia no Seminário Patriarcal de Rachol e recebeu a ordenação presbiteral em 10 de maio de 1993, sendo incardinado na Arquidiocese de Goa e Damão.
Em sua atuação pastoral, foi vice-pároco de São Tomás de Aldoná entre 1993 e 1996, quando foi vice-pároco de São Miguel do Taleigão, até 1998. Fez sua licenciatura em sagrada escritura pelo Pontifício Instituto Bíblico de Roma e o doutorado em teologia bíblica pela Jnana Deepa Vidyapeeth em Pune. Torna-se professor convidado de sagrada escritura no Seminário Patriarcal de Rachol, cargo que exerceu entre 2005 e 2018, além de administrador paroquial da Sagrada Família em Marcela (2006-2013).
Até sua nomeação como prelado, desde 2018 foi diretor do Instituto Pastoral São Pio X da Arquidiocese de Goa e Damão e responsável pelo Apostolado do Ecumenismo; desde 2023, coordenador da formação permanente do clero e coordenador da fase Diocesana do Sínodo.
Em 6 de abril de 2024, o Papa Francisco o nomeou como bispo auxiliar de Goa e Damão, atribuindo a sé titular de Saldæ. Recebeu a ordenação episcopal em 17 de junho seguinte, na Sé de Santa Catarina, tendo como sagrante principal o cardeal patriarca das Índias Orientais, Filipe Neri do Rosário Ferrão, coadjuvado por Theodore Mascarenhas, S.F.X., bispo de Daltonganj e por Aleixo das Neves Dias, S.F.X., bispo emérito de Port Blair.